# 萨彦-舒申斯克水电站
萨彦-舒申斯克水电站（Саяно-Шушенская ГЭС）位于俄罗斯联邦西伯利亚叶尼塞河上游，在哈卡斯共和国与克拉斯诺亚尔斯克边疆区边界上，靠近哈卡斯共和国的切廖穆什基镇。总装机容量640万kW，为俄罗斯联邦第一大水电站，也是世界第六大水电站，建成时为亚洲第一大水电站。是苏维埃社会主义共和国联盟和亚洲20世纪已建最大水电站。

## 2009年严重事故
2009年8月17日，超负荷运转的2#机组垂直振动加剧，并瞬间爆发，涡轮连同发电机转子被强大能量弹射出运转位置，近200米高程的水压从机组残破漏洞中喷射而出，瞬间摧毁了发电厂厂房，正在带负荷运行的另8台机组在水淹下遭受严重过电损伤（另一台因正在检修未遭受电气损害）。厂房中机组运行人员瞬间被灌顶洪流吞没，而一定距离之外的电厂其他部位的工作人员惊愕之下狂命奔逃。第一天公布死亡6人，另60余人失踪，几天后经清点核对，宣布死亡达75人，很多人的尸骨被强大水流裹挟厂房残骸杂物瞬间冲击得无影无踪。许多惊恐万状的人一开始以为发生的是垮坝灾难，仓皇奔逃后定下神来，惊恐回望中发现大坝仍岿然屹立。若200米高差、数百亿立方的头顶悬湖瞬间垮坝，下游数百里高程以内很难有人来得及逃脱。
这次骇人听闻的巨型水电厂事故，为全球水利水电设施安全管理提供了一个难得的反面案例。